# Boa Hora
Boa Hora é um município brasileiro do estado do Piauí.

## História
Foi criado pela Lei estadual nº 4.680, de 26 de janeiro de 1994, desmembrado-o do município de Barras.[carece de fontes?] Foi instalado em 1 de janeiro de 1997, com a posse da composição legislativa da primeira Câmara Municipal e do primeiro prefeito eleito.[carece de fontes?]

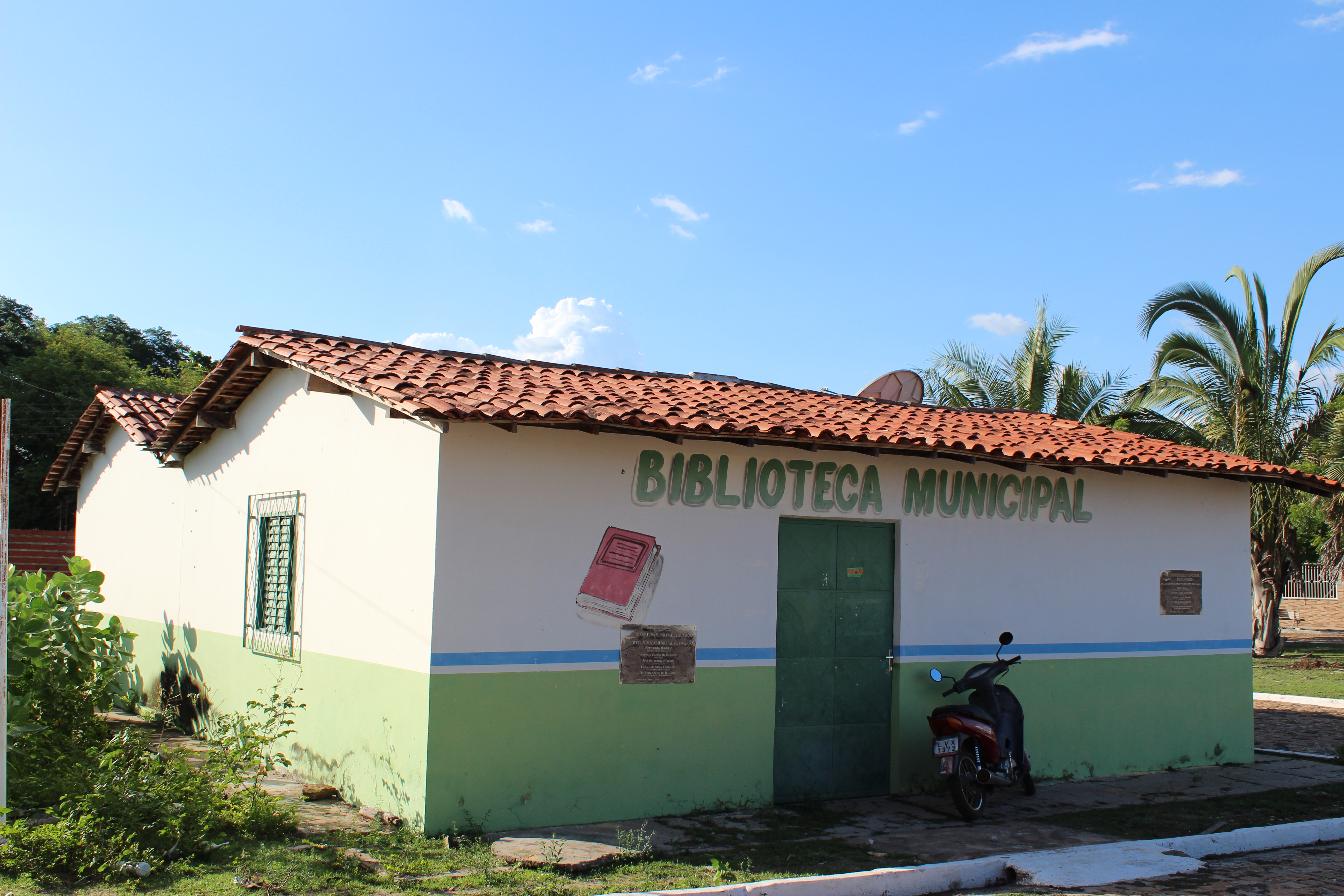
Biblioteca de Boa Hora, inaugurada em abril de 2009.

## Cultura

### Biblioteca
No município existe uma Biblioteca Municipal, assegurada pela Lei Orgânica Municipal de Boa Hora, no capítulo II, da competência do município, artigo 10, inciso XXXVI: "Manter na sede do município uma biblioteca pública". Foi inaugurada em abril de 2009 por meio de convênio entre o Ministério da Cultura e o governo municipal.[carece de fontes?]

### Museu
Ainda não há museu municipal em Boa Hora.

### Folclore
A região tem forte presença de tradições do folclore cultural brasileiro, com destaque para o reisado.

## Localização
Localiza-se na microrregião do Baixo Parnaíba Piauiense, mesorregião do Norte Piauiense. O município tem 6.086 habitantes (2007) e 336 km².
| Noroeste: Barras                    | Norte: Barras           | Nordeste: Piripiri         |
| Oeste: Barras e Cabeceiras do Piauí |                         | Leste: Piripiri            |
| Sudoeste: Cabeceiras do Piauí       | Sul: Boqueirão do Piauí | Sudeste: Capitão de Campos |

## Política
- Ver: Lista de prefeitos de Boa Hora

## Galeria

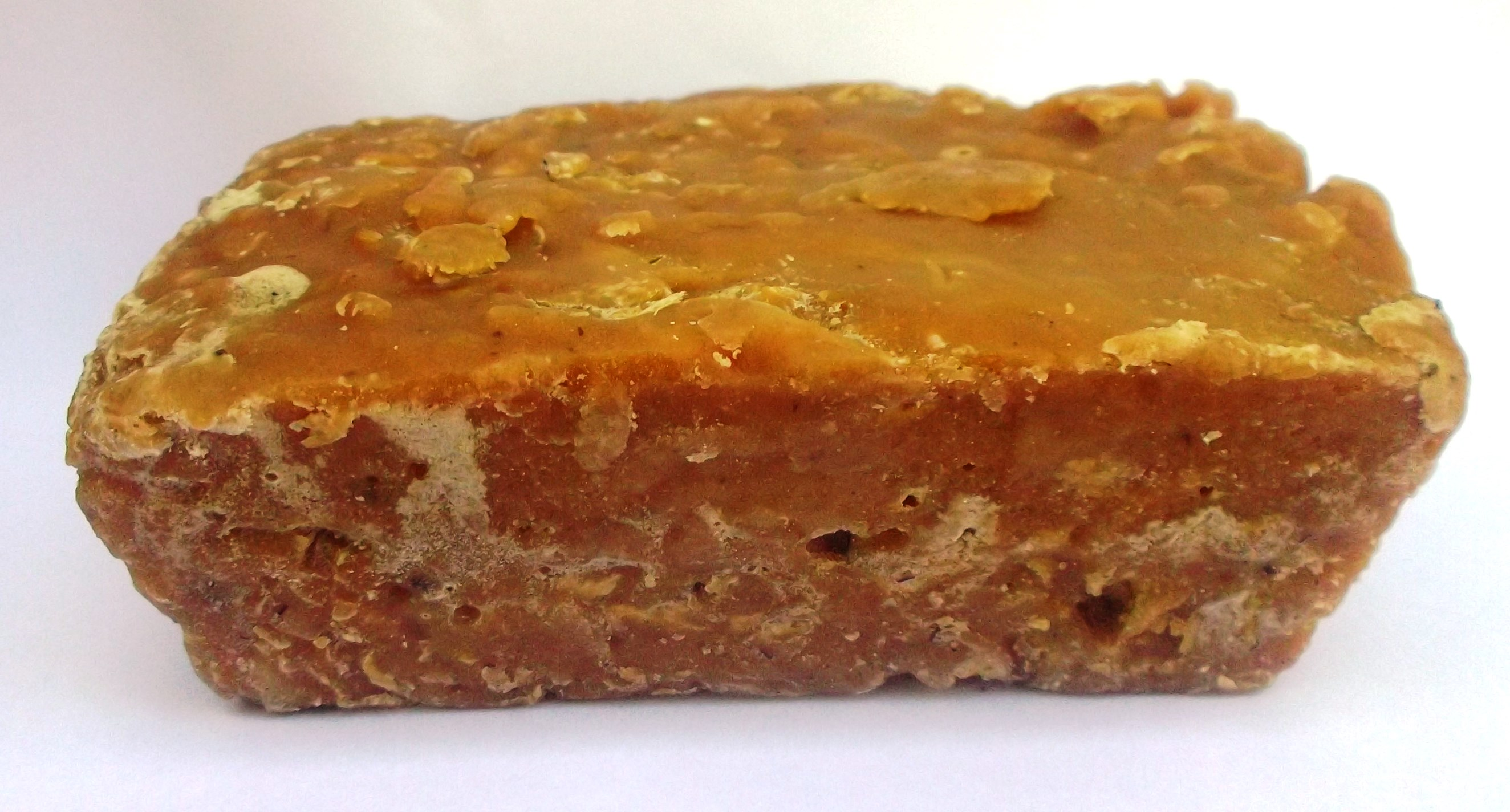
Rapadura um doce cultural do Brasil. Boa Hora tem tradição na produção desse alimento.[carece de fontes?]
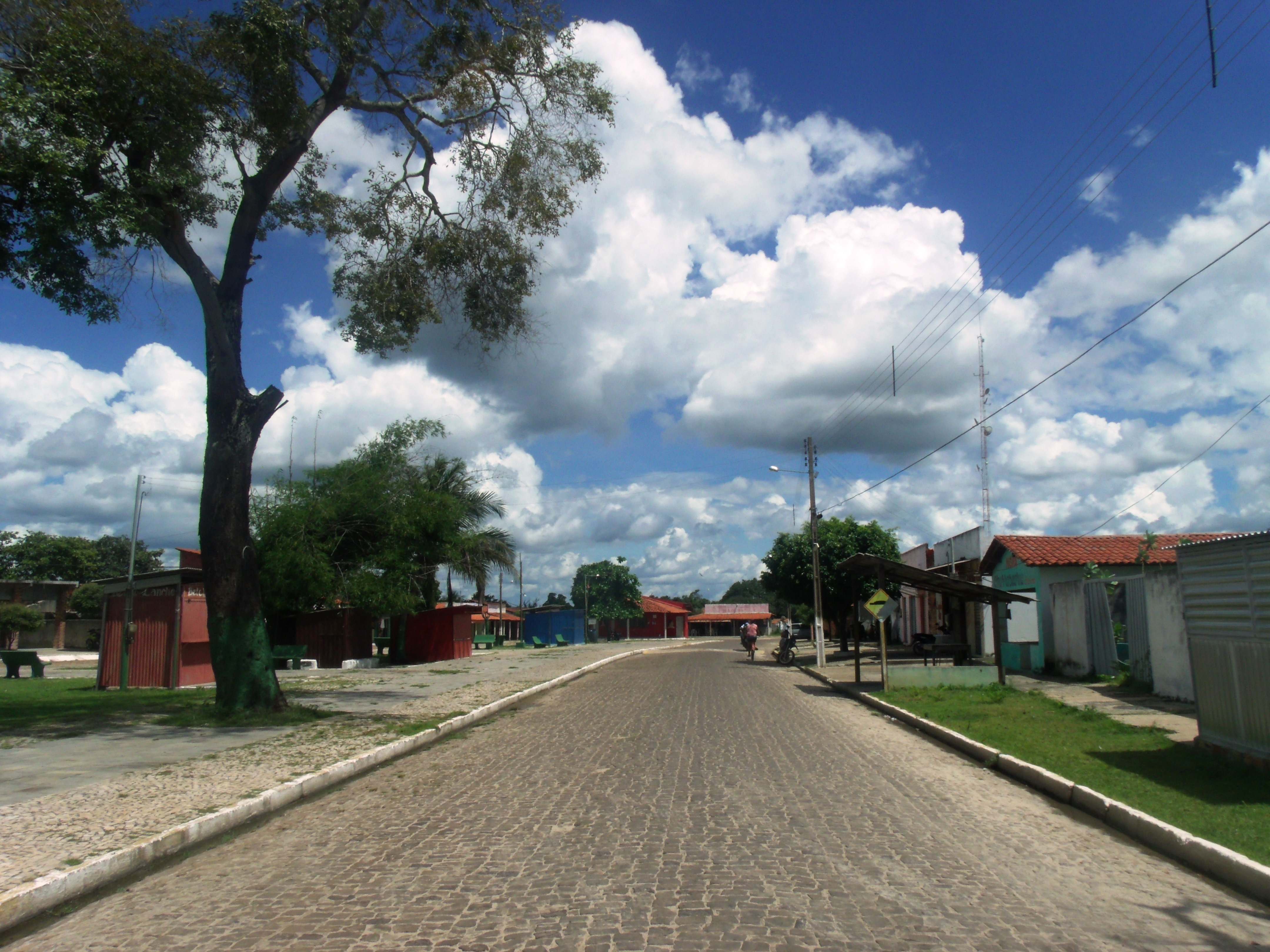
Vista da Avenida Pedro Coelho de Resende (Foto: Carvalho Filho).